# Gwinea Równikowa na letnich igrzyskach olimpijskich
Reprezentacja Gwinei Równikowej na letnich igrzyskach olimpijskich po raz pierwszy wystartowała podczas igrzysk w Los Angeles w 1984 roku. Jak dotąd reprezentantom tego kraju nie udało się zdobyć medalu.

## Klasyfikacja medalowa
| Miejsce               |     |     |     | Razem |
| --------------------- | --- | --- | --- | ----- |
| Los Angeles 1984      | 0   | 0   | 0   | 0     |
| Seul 1988             | 0   | 0   | 0   | 0     |
| Barcelona 1992        | 0   | 0   | 0   | 0     |
| Atlanta 1996          | 0   | 0   | 0   | 0     |
| Sydney 2000           | 0   | 0   | 0   | 0     |
| Ateny 2004            | 0   | 0   | 0   | 0     |
| Pekin 2008            | 0   | 0   | 0   | 0     |
| Londyn 2012           | 0   | 0   | 0   | 0     |
| Rio de Janeiro 2016   | 0   | 0   | 0   | 0     |
| Tokio 2020 Paryż 2024 | 0 0 | 0 0 | 0 0 | 0 0   |

## Medaliści letnich igrzysk olimpijskich z Gwinei Równikowej

### Złote medale
Brak

### Srebrne medale
Brak